# Alois Lipburger
Alois Lipburger, avstrijski smučarski skakalec in trener, * 27. avgust 1956, Andelsbuch, Avstrija, † 4. februar 2001, Füssen, Nemčija.
Lipburger je na tekmah Turneje štirih skakalnic nastopal od leta 1974. Najboljšo skupno uvrstitev je dosegel v sezoni 1976/77 z 11. mestom, najboljšo posamično uvrstitev pa 30. decembra 1976 s šestim mestom na tekmi v Oberstdorfu. Leta 1978 je zmagal na 10. turneji treh dežel z zmagami na vseh treh tekmah v Trbižu, Planici in Beljaku. V edinem nastopu na svetovnih prvenstvih je osvojil srebrno medaljo v posamični tekmi na veliki skakalnici leta 1978 v Lahtiju. V svetovnem pokalu je nastopal v prvih dveh sezonah 1979/80 in 1980/81. 10. februarja 1980 se je v svetovnem pokalu prvič uvrstil na stopničke z drugim mestom na tekmi v St. Nizieru in sezono 1979/80 končal na 17. mestu v skupnem seštevku svetovnega pokala. 13. in 14. februarja 1981 je dosegel edini zmagi v karieri na letalnici Copper Peak v Ironwoodu in svojo zadnjo sezono v karieri 1980/81 končal na 11. mestu v skupnem seštevku svetovnega pokala.
Po koncu športne kariere je deloval kot trener smučarskih skokov. Začel je kot trener nemške reprezentance v nordijski kombinaciji leta 1981, v sezoni 1985/86 je postal trener francoske reprezentance v smučarskih skokih, leta 1999 pa je postal trener avstrijske reprezentance v smučarskih skokih. 4. februarja 2001 je umrl v prometni nesreči pri Füssenu, ob vračanju s tekme v Willingenu. Vozil je Martin Höllwarth, v avtomobilu je bil tudi Andreas Widhölzl, toda oba sta utrpela le lažje poškodbe.

## Svetovni pokal

### Skupne uvrstitve
| Season  | Skupno | 4SK |
| ------- | ------ | --- |
| 1979/80 | 17.    | 28. |
| 1980/81 | 11.    | 75. |

### Zmage
| Št. | Sezona  | Datum            | Prizorišče | Skakalnica       | Velikost  |
| --- | ------- | ---------------- | ---------- | ---------------- | --------- |
| 1   | 1980/81 | 13. februar 1981 | Ironwood   | Copper Peak K145 | letalnica |
| 2   | 1980/81 | 14. februar 1981 | Ironwood   | Copper Peak K145 | letalnica |